# Islas Vírgenes Británicas en los Juegos Olímpicos de París 2024
Las Islas Vírgenes Británicas estuvieron representadas en los Juegos Olímpicos de París 2024 cuatro deportistas, tres hombres y una mujer,  que compitieron en dos deportes.
Los portadores de la bandera en la ceremonia de apertura fueron el regatista Thad Lettsome y la atleta Adaejah Hodge. El equipo olímpico virgenense británico no obtuvo ninguna medalla en estos Juegos.